# Odontoneura bifasciata
Odontoneura bifasciata är en stekelart som först beskrevs av Gabriel Strobl 1901.  Odontoneura bifasciata ingår i släktet Odontoneura och familjen brokparasitsteklar. Inga underarter finns listade i Catalogue of Life.